# Escavèche

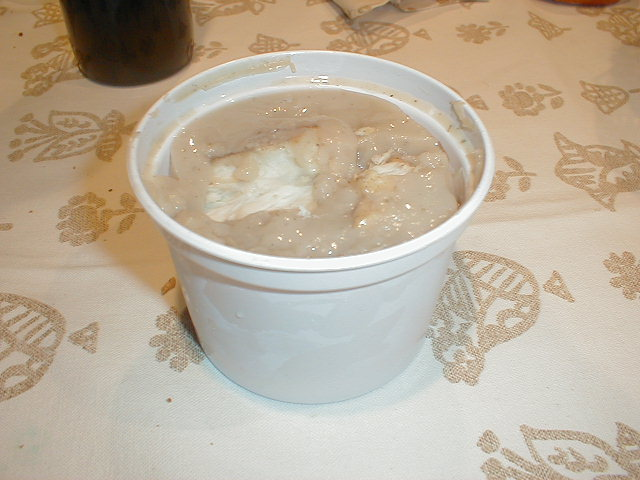
Un pot d'escavèche.

Le terme escavèche désigne en Wallonie (Thiérache) un mets de poisson conservé dans une sauce au vinaigre. Ce plat est une variante de ce que l'on appelle escabèche en dehors de la Belgique. La recette d'origine est à base d'anguille mais peut aussi se concevoir avec d'autres poissons tels que la truite ou le brochet. Dans la région de Momignies existe une variante à base de roussette de mer (saumonette).
L’escavèche est un mets typique du Sud-Hainaut et du Namurois, plus particulièrement des régions de Chimay, Virelles et Olloy-sur-Viroin.

## Histoire
L'origine de ce plat est à trouver dans la région de Chimay, à l'époque des Pays-Bas espagnols. Cette préparation avait des propriétés de conservation intéressantes pour l'époque ; en particulier pour les grands navigateurs qu'étaient les Espagnols.

## Indication géographique protégée
Le 4 mars 2021, l'escavèche de Chimay se voit décerner le label de qualité européen indication géographique protégée (IGP) par la Commission européenne. Cette distinction se justifierait notamment par le lien qu'il existe entre cette spécialité culinaire et la proximité avec les forges et fourneaux dans la région de Chimay. En effet, le déclin de cette industrie vers la fin du XVIIIe siècle a permis de développer la pisciculture dans la région en utilisant les nombreux lacs et étangs artificiels,. L'escavèche de Chimay est aujourd'hui cuisinée avec du congre (anguille de mer).
En 2024, il n'y a que trois producteurs d'escavèche de Chimay IGP : Escavèche du Val d’Oise (faisant partie du groupe Chimay) à Macquenoise, Escavir à Olloy-sur-Viroin et Fagnes & Saveurs à Virelles,.